# Napoleons Datter
Napoleons Datter er en tysk stumfilm fra 1922 af Frederic Zelnik.

## Medvirkende
- Lya Mara som Marion
- Ludwig Hartau som Napoleon
- Ernst Hofmann som Armand
- Charles Willy Kayser som Colonna
- Gertrud de Lalsky som Madame de Marly
- Georg di Georgetti som Granvila
- Albert Patry som Charamont